# Rogätz
Rogätz es un municipio situado en el distrito de Börde, en el estado federado de Sajonia-Anhalt (Alemania), a una altitud de 40 metros. Su población a finales de 2015 era de unos 2150 habitantes y su densidad poblacional, 90 hab/km².
Se encuentra ubicado a la orilla izquierda del río Elba.